# Betty en NY
Betty en NY (pronunciada como Betty en New York o por su traducción al español Betty en Nueva York) es una telenovela estadounidense de comedia romántica producida por Telemundo Global Studios para Telemundo.  Es una adaptación de la telenovela colombiana de 1999, Yo soy Betty, la fea creada por Fernando Gaitán. Se estrenó por Telemundo el 6 de febrero de 2019 en sustitución de Jugar con fuego, y finalizó el 12 de agosto del mismo año siendo reemplazado por El final del paraíso.
La historia gira en torno a Beatriz Aurora Rincón Lozano (Elyfer Torres), una joven mexicana que reside en la ciudad de Nueva York y que se tendrá que enfrentar a los difíciles obstáculos que pone la vida en un mundo en donde la belleza lo es todo, para poder conseguir un buen empleo y buen cargo.
Está protagonizada por Elyfer Torres y Erick Elías, junto con las participaciones antagónicas de Sabrina Seara, Sylvia Sáenz, Héctor Suárez Gomís, Aarón Díaz, Mauricio Henao y Rodolfo Salas. Además con las actuaciones estelares de Jeimy Osorio, Saúl Lisazo, Gloria Peralta y los primeros actores Alma Delfina y César Bono.

## Trama
La historia gira en torno a Betty (Elyfer Torres), una joven mexicana inteligente y capaz que vive en la ciudad de Nueva York que persigue sus sueños, superando los prejuicios en un mundo donde la imagen lo es todo. Después de sufrir seis meses de rechazo en todos los trabajos que aplica debido a su falta de atractivo físico, Betty decide aceptar un trabajo muy por debajo de sus capacidades. Así, después de ingresar en la sofisticada empresa de moda V&M Fashion, se convierte en la secretaria personal del presidente de la compañía. A pesar de que es ridiculizada y humillada diariamente por su falta de estilo, Betty está más que dispuesta a no ser derrotada en esta implacable guerra de apariencias. Si bien es extremadamente competente y tiene grandes planes para el crecimiento personal, ninguna de sus muchas cualidades podrá ayudar a Betty a encontrar el verdadero amor.

## Reparto
- Elyfer Torres como Beatriz Aurora Rincón[11]
  - Sofía Osorio como Beatriz "Betty" Aurora Rincón Lozano (joven)
- Erick Elías como Armando Mendoza del Valle[11]
- Sabrina Seara como Marcela Valencia[2]
- Aarón Díaz como Ricardo Calderón[11]
- Héctor Suárez Gomís como Hugo Lombardi[2]
- César Bono como Demetrio Rincón[15]
- Alma Delfina como Julia Lozano de Rincón[15]
- Jeimy Osorio como Mariana González[11]
- Sylvia Sáenz como Patricia Fernández[11]
- Bernard Bullen como Joaquín de Quiroz
- Saúl Lisazo como Roberto Mendoza[2]
- Mauricio Garza como Nicolás Ramos
- Sheyla Tadeo como Bertha Vargas[15]
- Isabel Moreno como Inés "Inesita" Sandoval[15]
- Amaranta Ruiz como Sofía Peña[11][15]
- Mauricio Henao como Fabio[11][15]
- Gloria Peralta como Margarita del Valle de Mendoza[15]
- Pepe Suárez como Efraín Montes[15]
- Verónica Schneider como Catalina Escarpa[15]
- Rodolfo Salas como Daniel Valencia[15]
- Freddy Flórez como Giovanni Castañeda "Giovas"[15]
- Candela Márquez como Jenny Wendy Reyes[2]
- Daniela Tapia como Aura María Andrade[15]
- Jaime Aymerich como Charly[15]
- Polo Monárrez como Wilson Cuauhtémoc Márquez[15]
- Valeria Vera como Sandra Fuentes[15]
- Rykardo Hernández como Gregorio Mata[15]
- Paloma Márquez como María Lucía Valencia[15] "Malu"
- Jimmie Bernal como Raymond Smith[15]
- Michelle Taurel como Karla
- Gabriel Coronel como Ignacio "Nacho"[16]
- Fred Valle como Steve Parker
- Karen Carreño como Naomi Ferreti
- Suzy Herrera como Deisy
- Carl Mergenthaler como Mr. Anderson
- Salim Rubiales como Peter[15]
- Sofía Reca como Romina
- Jorge Consejo como Frank
- Daniela Botero como Vanessa Palacios
- Laura Garrido como Cindy Anderson[15]
- Willy Martín como Elvis[15]
- Saúl Mendoza como Andrés[15]
- Ángelo Jamaica como Manuel
- Santiago Jiménez como Ramón
- Noah Rico como Efraín Jr. Montes Peña
- Martín Fajardo como Jonathan Montes Peña
- Ángela Ruiz como Tifany[2]
- Chiara Molina como Linda[17]

### Estrellas invitadas
- Shannon de Lima como ella misma[18]
- Jorge Enrique Abello como Armando Mendoza[19][20]
- Miguel Varoni como Él mismo
- Gaby Espino como Ella misma[21]

## Producción y promoción
El tráiler oficial de la telenovela se presentó como Betty in NY, durante los Upfront de Telemundo para la temporada de televisión 2018-2019. La producción inició grabaciones el 27 de noviembre de 2018 siendo la primera producción de Telemundo Global Studios en grabarse en la nueva sede de Telemundo. El 10 de enero de 2019 se hizo la presentación oficial del personaje de «Betty» interpretada por Elyfer Torres durante el programa Un nuevo día, y todo el día mediante la cuenta oficial de Instagram de la telenovela.

## Audiencia
| Temporada | Horario (ET/CT)        | Episodios | Primera emisión      | Primera emisión      | Última emisión       | Última emisión       | Prom. de espectadores (millones) |
| Temporada | Horario (ET/CT)        | Episodios | Fecha                | Audiencia (millones) | Fecha                | Audiencia (millones) | Prom. de espectadores (millones) |
| --------- | ---------------------- | --------- | -------------------- | -------------------- | -------------------- | -------------------- | -------------------------------- |
| 1         | lunes a viernes 9pm/8c | 123       | 6 de febrero de 2019 | 1.37                 | 12 de agosto de 2019 | 1.74                 | 1.38                             |

## Episodios
| N.º | Título                          | Fecha de emisión original | Audiencia (millones) |
| --- | ------------------------------- | ------------------------- | -------------------- |
| 1   | «Beatriz Rincón irrumpe en V&M» | 6 de febrero de 2019      | 1.37                 |
| 2   | «El trago amargo»               | 7 de febrero de 2019      | 1.39                 |
| 3   | «La maldad de Patricia»         | 8 de febrero de 2019      | 1.27                 |
| 4   | «Betty contraataca»             | 11 de febrero de 2019     | 1.32                 |
| 5   | «Una jugosa oferta»             | 12 de febrero de 2019     | 1.41                 |
| 6   | «Un corazón partido»            | 13 de febrero de 2019     | 1.21                 |
| 7   | «El gran regalo»                | 14 de febrero de 2019     | 1.19                 |
| 8   | «Una propuesta indecente»       | 15 de febrero de 2019     | 1.21                 |
| 9   | «El sabotaje»                   | 18 de febrero de 2019     | 1.46                 |
| 10  | «El soborno»                    | 19 de febrero de 2019     | 1.41                 |
| 11  | «Betty está bajo la lupa»       | 20 de febrero de 2019     | 1.35                 |
| 12  | «El gran reto»                  | 21 de febrero de 2019     | 1.28                 |
| 13  | «La farsa de Armando»           | 22 de febrero de 2019     | 1.26                 |
| 14  | «La advertencia»                | 25 de febrero de 2019     | 1.27                 |
| 15  | «Bajó presión»                  | 26 de febrero de 2019     | 1.46                 |
| 16  | «Hugo estalla de furia»         | 27 de febrero de 2019     | 1.33                 |
| 17  | «Apuesta riesgosa»              | 28 de febrero de 2019     | 1.28                 |
| 18  | «Sufrimiento silencioso»        | 1 de marzo de 2019        | 1.30                 |
| 19  | «La promesa»                    | 4 de marzo de 2019        | 1.29                 |
| 20  | «Hugo saborea su venganza»      | 5 de marzo de 2019        | 1.28                 |
| 21  | «Buscado por la policía»        | 6 de marzo de 2019        | 1.25                 |
| 22  | «Un mal día»                    | 7 de marzo de 2019        | 1.43                 |
| 23  | «Armando mete la pata»          | 8 de marzo de 2019        | 1.26                 |
| 24  | «Betty se desilusiona»          | 11 de marzo de 2019       | 1.32                 |
| 25  | «Armando se derrumba»           | 12 de marzo de 2019       | 1.39                 |
| 26  | «La noticia bomba»              | 13 de marzo de 2019       | 1.27                 |
| 27  | «Embarazada»                    | 14 de marzo de 2019       | 1.19                 |
| 28  | «La rival»                      | 15 de marzo de 2019       | 1.12                 |
| 29  | «El beso seductor»              | 18 de marzo de 2019       | 1.41                 |
| 30  | «Jugar con fuego»               | 19 de marzo de 2019       | 1.31                 |
| 31  | «Un sueño erótico»              | 20 de marzo de 2019       | 1.22                 |
| 32  | «El interrogatorio»             | 21 de marzo de 2019       | 1.44                 |
| 33  | «La nueva dueña»                | 22 de marzo de 2019       | 1.21                 |
| 34  | «El descubrimiento»             | 25 de marzo de 2019       | 1.33                 |
| 35  | «Una mala racha»                | 26 de marzo de 2019       | 1.21                 |
| 36  | «En evidencia»                  | 27 de marzo de 2019       | 1.30                 |
| 37  | «Los chismes vuelan»            | 28 de marzo de 2019       | 1.31                 |
| 38  | «La incertidumbre»              | 29 de marzo de 2019       | 1.23                 |
| 39  | «Develan al misterio»           | 1 de abril de 2019        | 1.37                 |
| 40  | «Enamorar a la más fea»         | 2 de abril de 2019        | 1.27                 |
| 41  | «La primera cita»               | 3 de abril de 2019        | 1.21                 |
| 42  | «Grito a los cuatro vientos»    | 4 de abril de 2019        | 1.42                 |
| 43  | «Un amor fugaz»                 | 5 de abril de 2019        | 1.11                 |
| 44  | «El despecho»                   | 8 de abril de 2019        | 1.33                 |
| 45  | «Secuestro por amor»            | 9 de abril de 2019        | 1.25                 |
| 46  | «In fraganti»                   | 10 de abril de 2019       | 1.28                 |
| 47  | «Un cambio de look»             | 11 de abril de 2019       | 1.44                 |
| 48  | «El héroe»                      | 12 de abril de 2019       | 1.18                 |
| 49  | «Malditos celos»                | 15 de abril de 2019       | 1.47                 |
| 50  | «Noche de serenata»             | 16 de abril de 2019       | 1.39                 |
| 51  | «Imaginación desatada»          | 17 de abril de 2019       | 1.56                 |
| 52  | «Un poema de amor»              | 18 de abril de 2019       | 1.41                 |
| 53  | «El espionaje»                  | 19 de abril de 2019       | 1.17                 |
| 54  | «Noche de locura»               | 22 de abril de 2019       | 1.57                 |
| 55  | «Una noche íntima»              | 23 de abril de 2019       | 1.49                 |
| 56  | «El osito de cristal»           | 24 de abril de 2019       | 1.52                 |
| 57  | «Bajo la tormenta»              | 26 de abril de 2019       | 1.39                 |
| 58  | «La llama del amor»             | 29 de abril de 2019       | 1.56                 |
| 59  | «La negación»                   | 30 de abril de 2019       | 1.54                 |
| 60  | «Intuición de madre»            | 1 de mayo de 2019         | 1.40                 |
| 61  | «El ataque»                     | 2 de mayo de 2019         | 1.39                 |
| 62  | «Mujer herida»                  | 3 de mayo de 2019         | 1.34                 |
| 63  | «La apuñalada por la espalda»   | 6 de mayo de 2019         | 1.40                 |
| 64  | «El ultimátum»                  | 7 de mayo de 2019         | 1.42                 |
| 65  | «La intriga»                    | 8 de mayo de 2019         | 1.45                 |
| 66  | «Una nube negra»                | 9 de mayo de 2019         | 1.30                 |
| 67  | «En apuros»                     | 10 de mayo de 2019        | 1.34                 |
| 68  | «Frustración»                   | 13 de mayo de 2019        | 1.37                 |
| 69  | «Atrapados por el deseo»        | 14 de mayo de 2019        | 1.27                 |
| 70  | «Impotencia sexual»             | 15 de mayo de 2019        | 1.28                 |
| 71  | «Juego sexual»                  | 16 de mayo de 2019        | 1.31                 |
| 72  | «Armando no la tiene fácil»     | 17 de mayo de 2019        | 1.07                 |
| 73  | «Distanciados»                  | 20 de mayo de 2019        | 1.27                 |
| 74  | «Derrumbe emocional»            | 21 de mayo de 2019        | 1.27                 |
| 75  | «La revancha»                   | 22 de mayo de 2019        | 1.27                 |
| 76  | «Condena de amor»               | 23 de mayo de 2019        | 1.29                 |
| 77  | «Una noche impredecible»        | 24 de mayo de 2019        | 1.28                 |
| 78  | «Basta de mentiras»             | 27 de mayo de 2019        | 1.31                 |
| 79  | «Jugada sucia»                  | 28 de mayo de 2019        | 1.27                 |
| 80  | «Al mal tiempo, buena cara»     | 29 de mayo de 2019        | 1.34                 |
| 81  | «Prueba de amor»                | 30 de mayo de 2019        | 1.44                 |
| 82  | «Olfato de madre»               | 31 de mayo de 2019        | 1.22                 |
| 83  | «Armando pierde la compostura»  | 3 de junio de 2019        | 1.36                 |
| 84  | «Un error irremediable»         | 4 de junio de 2019        | 1.37                 |
| 85  | «En la cuerda floja»            | 5 de junio de 2019        | 1.43                 |
| 86  | «La caja de Pandora»            | 6 de junio de 2019        | 1.42                 |
| 87  | «Huir del amor»                 | 7 de junio de 2019        | 1.37                 |
| 88  | «Adiós al pasado»               | 10 de junio de 2019       | 1.51                 |
| 89  | «Contra la pared»               | 11 de junio de 2019       | 1.46                 |
| 90  | «Le paga con la misma moneda»   | 12 de junio de 2019       | 1.51                 |
| 91  | «Sospecha confirmada»           | 13 de junio de 2019       | 1.42                 |
| 92  | «Todo por amor»                 | 17 de junio de 2019       | 1.42                 |
| 93  | «El montaje»                    | 20 de junio de 2019       | 1.34                 |
| 94  | «El estratega»                  | 21 de junio de 2019       | 1.38                 |
| 95  | «Una pista importante»          | 24 de junio de 2019       | 1.52                 |
| 96  | «La competencia»                | 25 de junio de 2019       | 1.42                 |
| 97  | «Marcando territorio»           | 28 de junio de 2019       | 1.63                 |
| 98  | «La verdad duele»               | 8 de julio de 2019        | 1.42                 |
| 99  | «Perder la cabeza»              | 9 de julio de 2019        | 1.35                 |
| 100 | «La nueva Betty»                | 10 de julio de 2019       | 1.61                 |
| 101 | «Noticia trágica»               | 11 de julio de 2019       | 1.66                 |
| 102 | «Un padre desilusionado»        | 12 de julio de 2019       | 1.45                 |
| 103 | «Asumir la responsabilidad»     | 15 de julio de 2019       | 1.68                 |
| 104 | «Regreso triunfal»              | 16 de julio de 2019       | 1.67                 |
| 105 | «Sentimientos encontrados»      | 17 de julio de 2019       | 1.56                 |
| 106 | «De mujer a mujer»              | 18 de julio de 2019       | 1.46                 |
| 107 | «Enemiga intima»                | 19 de julio de 2019       | 1.36                 |
| 108 | «La nueva presidenta»           | 22 de julio de 2019       | 1.65                 |
| 109 | «Amenaza de muerte»             | 23 de julio de 2019       | 1.68                 |
| 110 | «En el lugar equivocado»        | 24 de julio de 2019       | 1.57                 |
| 111 | «La investigación»              | 25 de julio de 2019       | 1.55                 |
| 112 | «Evidencia crucial»             | 26 de julio de 2019       | 1.35                 |
| 113 | «Remordimientos cruciales»      | 29 de julio de 2019       | 1.61                 |
| 114 | «Invitado no deseado»           | 30 de julio de 2019       | 1.42                 |
| 115 | «Aquí estoy y aquí me quedo»    | 31 de julio de 2019       | 1.52                 |
| 116 | «Noche de hombres»              | 1 de agosto de 2019       | 1.42                 |
| 117 | «Otra decepción amorosa»        | 2 de agosto de 2019       | 1.31                 |
| 118 | «Sangrando por la herida»       | 5 de agosto de 2019       | 1.39                 |
| 119 | «Por segunda vez»               | 6 de agosto de 2019       | 1.55                 |
| 120 | «Un amigo ingrato»              | 7 de agosto de 2019       | 1.52                 |
| 121 | «Todo sale a la luz»            | 8 de agosto de 2019       | 1.50                 |
| 122 | «Entre la vida y la muerte»     | 9 de agosto de 2019       | 1.39                 |
| 123 | «Un sueño realizado»            | 12 de agosto de 2019      | 1.74                 |

### Especial
| N.º | Título                         | Fecha de emisión original | Audiencia (millones) |
| --- | ------------------------------ | ------------------------- | -------------------- |
| 1   | «La Gran Noche de Betty en NY» | 13 de agosto de 2019      | 1.09                 |